# Galceran de Grevalosa
Galceran de Grevalosa (?,? - Castellar (Aguilar de Segarra), 1 de novembre de 1584) noble, Senyor de Castellar durant quaranta-quatre anys. Era fill de Joanot de Grevalosa i la seva muller Violant.
Quan el 1540 mort el seu pare Joanot, Galceran encara és petit i la seva mare Violant fa les funcions de tutora i senyora de Castellar.
El 1548 Galceran fa capítols matrimonials amb Marquesa Romeu de Barcelona. D'aquest matrimoni van haver dues filles: Jerònima i Violant.
Es va tornar a casar amb Marianna Pau de Barcelona amb la que tingué dos fills: Galceran i Lluís que van morir de petits.
El 1569 es torna a casar amb Elisabet Joana Desvalls de Manresa que morir sense fills.
Galceran morí l'1 de novembre de 1584 d'apoplexia i fou enterrat a Sant Miquel de Castellar. La seva filla Jerònima de Grevalosa i Romeu heretar tots els béns i el títol de senyora de Castellar.